# Partido Liberal Democrático (Italia)
El Partido Liberal Democrático (en italiano: Partito Liberale Democratico, PLD) o simplemente Democracia Liberal (en italiano: Democrazia Liberale), fue un partido político italiano socioliberal activo en las primeras décadas del siglo XX. Inicialmente, el partido era una alianza entre liberales progresistas, llamados Liberales, Demócratas y Radicales.

## Historia
La alianza de Liberales, Demócratas y Radicales se formó para las elecciones generales de 1919. Ocupó el tercer lugar después del Partido Socialista Italiano y el Partido Popular Italiano, con un 15,9% y 96 escaños, le fue particularmente bien en Piamonte y el sur de Italia, especialmente en Sicilia, la región natal del líder del partido y ex primer ministro Vittorio Emanuele Orlando.
El Partido Liberal Democrático fue creado de cara a las elecciones generales de 1921 por la unión de políticos individuales, la mayoría de los cuales había participado en las listas electorales conjuntas entre los radicales y los liberales en muchos distritos electorales uninominales del país en 1919, obteniendo el 16,0% de los votos y 96 escaños en la Cámara de Diputados. En 1921, el PLD obtuvo el 10,5% de los votos y 68 escaños, le fue particularmente bien en Piamonte y el sur de Italia.
Después de la Segunda Guerra Mundial los ex radicales y demócratas liderados por Francesco Saverio Nitti se unieron a la Unión Democrática Nacional, junto los liberales y otros sectores de la antigua élite liberal que gobernó Italia de los años de Giovanni Giolitti hasta el ascenso al poder de Benito Mussolini y la instauración del régimen fascista.

## Ideología
El Partido Liberal Democrático fue la expresión del liberalismo y el radicalismo en Italia, contando con la clase media, incluida la burguesía de las ciudades, los propietarios de pequeñas empresas y los artesanos entre sus partidarios. También hubo un grupo principal de radicales, que apoyó el sufragio universal y la educación pública universal para todos los niños.

## Resultados electorales
| Cámara de Diputados |               |      |         |     |                           |
| Año electoral       | Votos         | %    | Escaños | +/− | Líder                     |
| 1919                | 904.195 (3.º) | 15,9 | 96/535  | –   | Vittorio Emanuele Orlando |
| 1921                | 684.855 (4.º) | 10,4 | 68/535  | 28  | Francesco Saverio Nitti   |
| 1924                | 157.932 (8.º) | 2,2  | 14/508  | 54  | Francesco Saverio Nitti   |